# Henryk V Zgodny
Henryk V Zgodny (niem. Heinrich V. der Friedfertige; ur. 3 maja 1479, zm. 6 lutego 1552) – książę Meklemburgii od 1503 r. wraz z bratem Erykiem II (zm. 1508) i Albrechtem VII, książę Meklemburgii-Schwerin od podziału w 1520 r.

## Życiorys
Henryk był najstarszym synem księcia Meklemburgii Magnusa II i Zofii, córki księcia zachodniopomorskiego Eryka II. W 1503 r. po śmierci ojca został wraz z młodszymi braćmi Erykiem i Albrechtem księciem Meklemburgii; żył jeszcze także ich stryj Baltazar. W 1507 r. zmarł Baltazar, w kolejnym roku Eryk. Pozostali Henryk i Albrecht w 1520 r. dokonali podziału Meklemburgii (przy formalnym zachowaniu jedności kraju): Albrecht otrzymał część z Güstrow, a Henryk część ze Schwerin. Mimo to w 1523 r. przyjęto tzw. „unię” określającą dla ustrój Meklemburgii do 1918 r. W 1526 r. Henryk przystąpił do protestanckiego sojuszu z landgrafem heskim Filipem Wielkodusznym i elektorem saskim Janem Stałym. Henryk, w przeciwieństwie do swego brata, bardzo sprzyjał reformacji. Korespondował z Lutrem, w 1537 r. wprowadził nową organizację kościelną w Meklemburgii. Na sejmie krajowym w Sternbergu Henryk oraz syn i następca jego brata Jan Albrecht I wspólnie oficjalnie zadeklarowali luteranizm jako religię państwową.
Ponieważ jedyny żyjący syn Henryka, Filip, nie był zdolny do objęcia rządów wskutek choroby, jego następcą został bratanek Jan Albrecht I, który na powrót w jednym ręku zebrał władzę nad Meklemburgią.

## Rodzina
Henryk był trzykrotnie żonaty. W 1505 r. poślubił Urszulę, córkę elektora brandenburskiego Jana Cicero. Małżeństwo to zaowocowało trojgiem dzieci:
- Zofia (1508-1571), żona księcia Lüneburga-Celle Ernesta I Wyznawcy,
- Magnus (1509-1550), biskup Schwerin,
- Urszula (1510-1586), ksieni w klasztorze w Ribnitz.

Urszula zmarła w 1510 r., a w 1513 r. Henryk ożenił się z Heleną, córką palatyna reńskiego Filipa Wittelsbacha. Z tego małżeństwa pochodziła również trójka dzieci:
- Filip (1514-1557),
- Małgorzata (1515-1559), żona księcia ziębickiego i oleśnickiego Henryka II Podiebradowicza,
- Katarzyna (1518-1581), żona księcia legnickiego Fryderyka III.

Helena zmarła w 1524 r. Pod koniec życia, w 1551 r., Henryk ożenił się po raz trzeci, z Urszulą, córką księcia Saksonii-Lauenburg Magnusa I. To małżeństwo pozostało bezdzietne.